# ピーター・リチャード・オルザグ

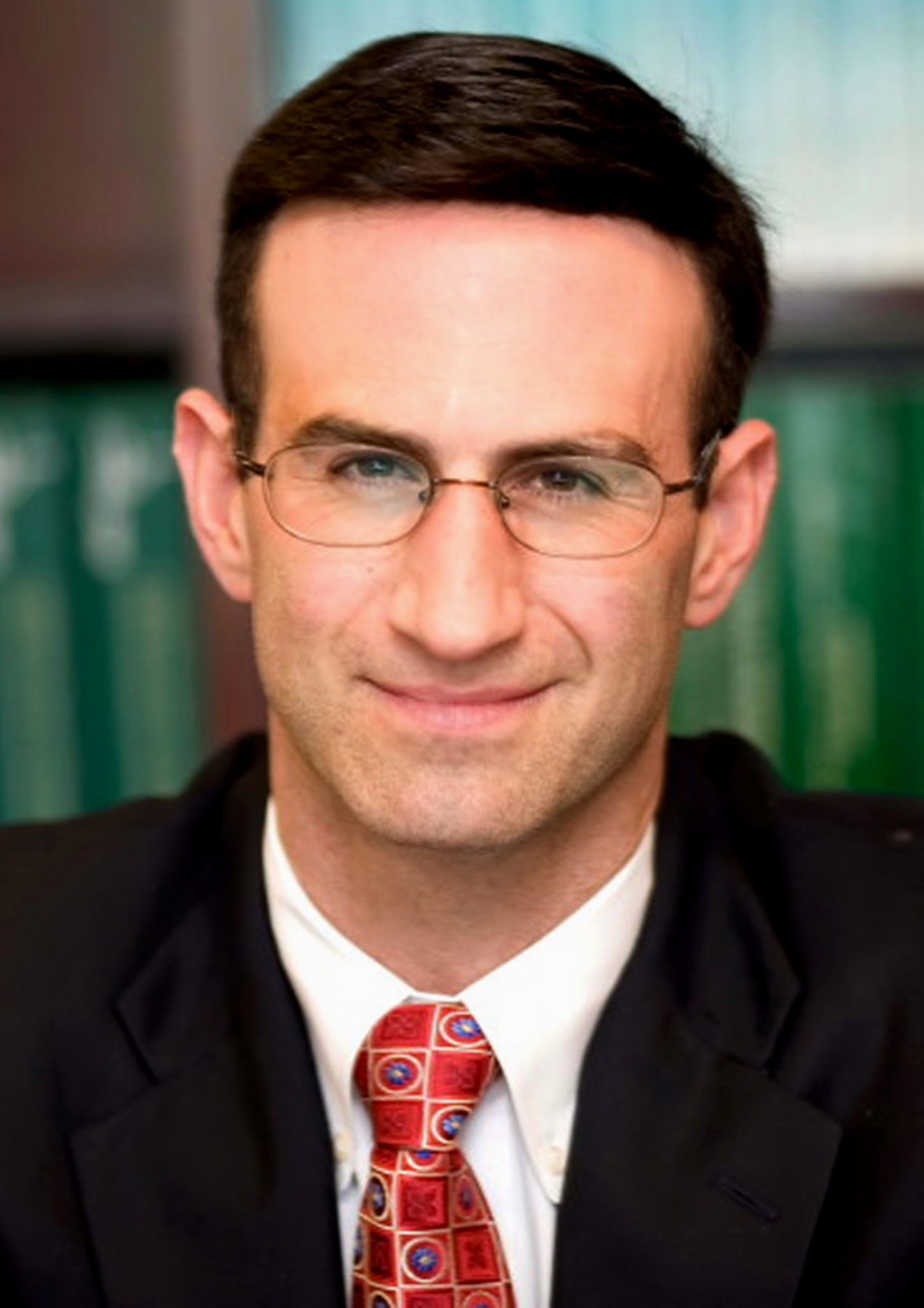
ピーター・リチャード・オルザグ

ピーター・リチャード・オルザグ（Peter Richard Orszag, 1968年12月16日 - ）は、アメリカ合衆国の経済学者、政治家。ジョージ・W・ブッシュ政権で議会予算局局長を務めた後、バラク・オバマ政権より閣僚級の地位である行政管理予算局局長に任命され、2010年7月まで務めた。現在、シティグループグローバルバンキング部門副会長。

## 生い立ちと私生活
オルザグは1987年にフィリップス・エクセター・アカデミーを優等で卒業した。1991年にプリンストン大学を最優等で卒業し経済学の学士号を、1992年にはロンドン・スクール・オブ・エコノミクスで経済学の修士号さらに1997年には同じくロンドン・スクール・オブ・エコノミクスで経済学の博士号を取得した。オルザグは1991年から1992年までマーシャル奨学生であり、後に優等生協会ファイ・ベータ・カッパの会員となった。
経済学者アラン・ブラインダーはプリンストン時代の恩師であり、また経済学者ジョセフ・E・スティグリッツや経済学者ロバート・ルービンからも指導を受けた。
オルザグはワシントンD.C.に居住している。離婚した妻との間には子供を2人もうけた。マラソン愛好家であり、カントリー・ミュージックを好んでいる。オルザグはまた、ボストン・レッドソックスのファンでもある。

## 初期の経歴
オルザグはブルッキングス研究所において上級研究員および経済研究副所長を務めた。オルザグはジョージタウン公共政策研究所と共同でハミルトン計画を指揮し、またピュー慈善財団による退職保障計画についても管理した。
オルザグはビル・クリントン政権において、1995年から1996年まで大統領経済諮問委員会に上級経済顧問として参加した。オルザグは1997年から1998年まで、経済政策担当の大統領特別補佐官を務めた。オルザグはコンサルティング団体「セベイゴ協会」を組織した。セベイゴ協会は後に競争政策協会と合併し、その後FTIコンサルティング社に買収された。またオルザグは、カリフォルニア州サンフランシスコにおいてマッキンゼー・アンド・カンパニー社の顧問を務め、保健維持機構による医療費抑制プロジェクトの推進を支援した。

## 議会予算局長

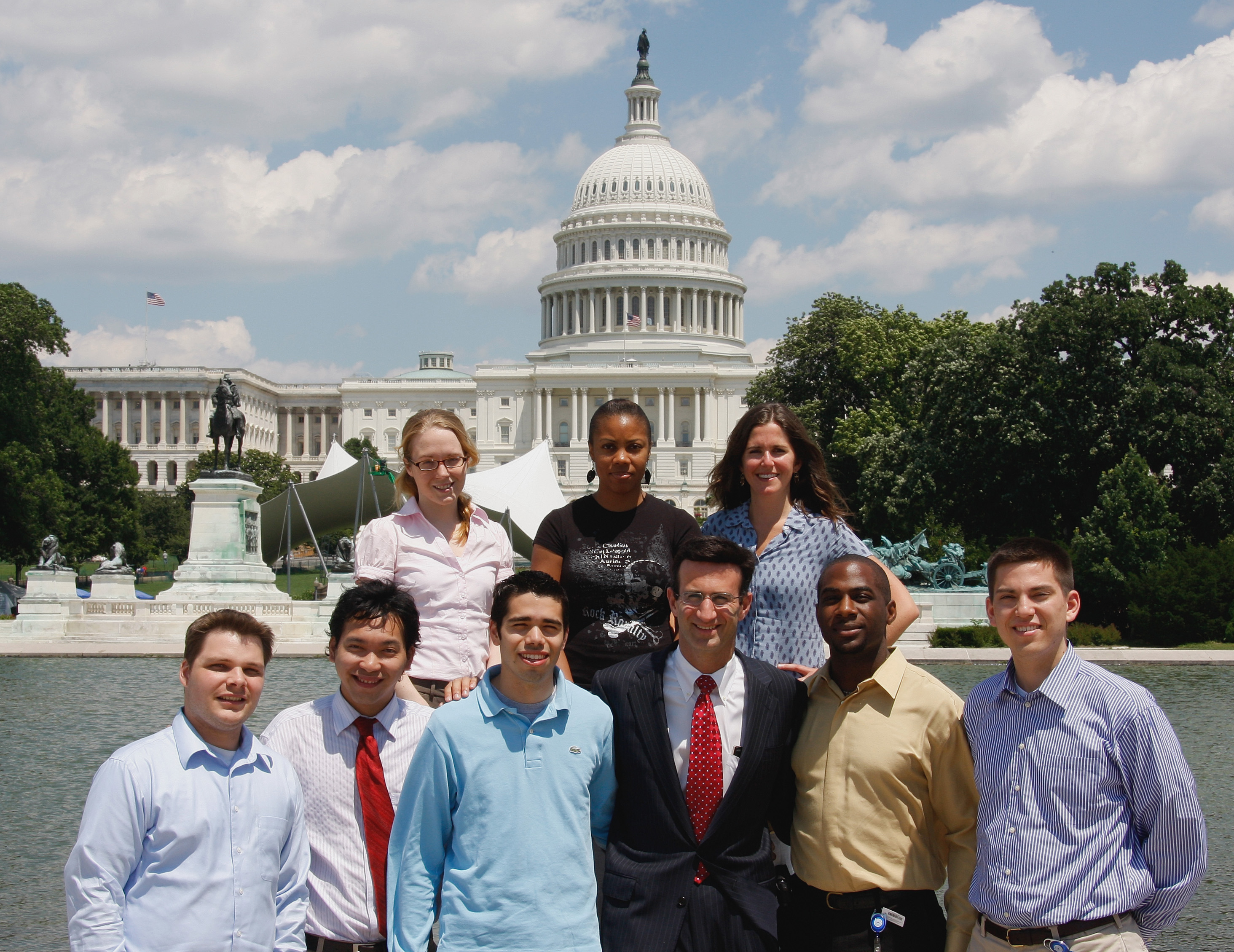
議会予算局の研修生とオルザグ議会予算局長

オルザグは2007年1月から2008年11月まで、議会予算局局長を務めた。オルザグは医療関連費の歳出増加について懸念を示し、在任中は継続的に注視を続けた。オルザグは医療関連費の歳出増加について、政府が抱える長期的財政課題の1つであると言及した。加えてオルザグは、この医療費の増大が将来的に国家としての経済問題へと発展する可能性についても危惧し、次のように述べた。
議会の提案を受動的に評価することが議会予算局の仕事なのではありません。議会予算局は資料の分析結果に基づいて仕事を遂行するのです。資料を分析することで、疑う余地のない真実を浮き彫りにすることができます。ですがその中には、耳を塞ぎたくなるような内容も含まれているでしょう。我々は資料の分析から、医療費の削減に対して真摯に取り組まなければならないと判断しました。
オルザグは議会予算局長として、議会予算局の分析能力向上を図った。オルザグは保健福祉関連の常勤アナリストの増員を実施し、従来の30人体制から50人体制へと増員した。議会予算局は強力な分析能力を背景に、連邦議会に対して医療保険制度の改革遂行を要求した。

## 行政管理予算局長

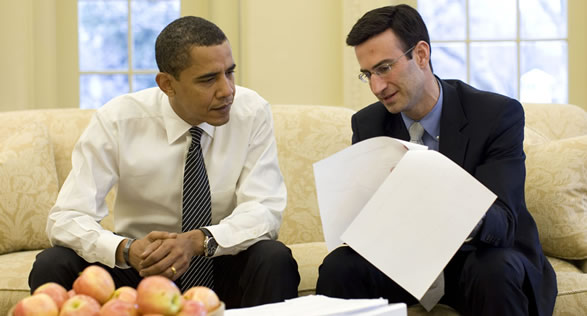
オバマ大統領と打ち合わせを行うオルザグ行政管理予算局長

2008年11月25日、次期大統領に選出されたバラク・オバマは、行政管理予算局の次期局長にオルザグを指名すると発表した。オルザグは会見において財政改革の重要性を強調し、財政再建に強い意欲を示した。2009年1月13日に開催された上院公聴会では、大統領に冷静な助言を行い、「ノー」と意見を言えるかという質問に対して「もちろんです」と答えた。オルザグは議会予算局長時代に、党派の偏りがない人物としての評価を築き上げていた。その結果、上院公聴会では対立政党である共和党の議員からも「公聴会を開催するまでもない」との信頼を獲得していた。オバマ政権が発足した2009年1月20日、上院はオルザグについて、経済問題に直接責任を負うことを確認した上で、全会一致で承認した。